# John West
John West   (Logie, 10 d'abril de 1756 - Morant Bay, 17 d'octubre de 1817) fou un matemàtic escocès que va emigrar a Jamaica.

## Vida i Obra
Quart fill de Samuel West i Margaret Mein, el seu pare va morir quan només tenia deu anys. West es va matricular a la Universitat de St Andrews el 1769 gràcies al suport econòmic del sagristà Dr. Adamson. West i els seus germans van estudiar matemàtiques amb el professor Nicolas Vilant.
Va ser assistent del professor Vilant, que tenia una salut molt precària, però davant la manca d'oportunitats al seu país, va emigrar a Jamaica, el 1784, el mateix any que es van publicar els seus llibres Elements of Mathematics i A System of Shorthand.
A Jamaica, West va ser inicialment professor a la Manning’s Free School de Savanna-la-Mar a la parròquia de Westmoreland.
El 1790 va ser nomenat rector de la Parròquia de Saint Thomas a Morant Bay, on va morir el 1817.
Durant la seva vida a Jamaica mai va deixar els seus estudis matemàtics, malgrat el seu aïllament acadèmic.
Abans de morir, va enviar el manuscrit dels seus Mathematical Treatises al seu antic alumne John Leslie, que els va fer publicar el 1838.